# A Moment of Romance 3
Série
A Moment of Romance 2
(1993)
Pour plus de détails, voir Fiche technique et Distribution.
A Moment of Romance 3 (天若有情III烽火佳人, Tin joek yau ching III: Fung foh ga yan) est un film hongkongais sorti en 1996, produit et réalisé par Johnnie To.

## Synopsis
Lau Tin-wai est un pilote de chasse de l'armée de l’air chinoise, forcé d'atterrir dans un champ. Une communauté de fermiers prend soin de lui afin de le ramener sur pieds, c'est alors qu'il rencontre Ting Siu-wo, une jeune femme qui tombe amoureuse de lui. 

## Fiche technique
- Titre : A Moment of Romance 3
- Titre original : 天若有情III烽火佳人 (Tin joek yau ching III: Fung foh ga yan)
- Réalisation : Johnnie To
- Scénario : Yau Nai-hoi et Sandy Shaw
- Pays d'origine :  Hong Kong
- Année de sortie : 1996

## Distribution
- Andy Lau : Lau Tin-wai
- Jacklyn Wu : Ting Siu-wo
- Alex Fong : ?